# Aegna
Aegna je estonski otok u Finskom zaljevu, u Baltičkom moru. Pripada općini Kesklinn i glavnome gradu Estonije Tallinnu od kojeg je udaljen 14 km.
Površina otoka je 2,93 km, prema podacima iz 2020. godine na otoku živi 13 stanovnika.

## Vanjske poveznice
- Informacije o otoku

### Ostali projekti
|  | Zajednički poslužitelj ima još gradiva o temi Aegna |